# Felicia Lindqvist
Felicia Lindqvist (* 23. April 1995 in Västerås) ist eine schwedische Biathletin. Ihre zwei Jahre jüngere Schwester Nicolina ist ebenfalls Biathletin.

## Werdegang
Felicia Lindqvist startet für Biathlon Östersund und bestritt ihre ersten internationalen Rennen beim IBU-Cup der Saison 2014/15 im polnischen Duszniki-Zdrój. Nach einem Start beim IBU-Cup in Ridnaun nahm sie im gleichen Jahr an den Biathlon-Juniorenweltmeisterschaften 2015 in Minsk teil, im folgenden Winter blieb die Teilnahme an den Biathlon-Juniorenweltmeisterschaften 2016 im rumänischen Cheile Grădiştei ihr einziger Einsatz bei internationalen Rennen. 
Seit dem Winter 2017/18 nimmt sie regelmäßig an Rennen des IBU-Cups teil und erhielt im Januar 2018 ihren ersten Einsatz bei einem Weltcuprennen. Im italienischen Antholz belegte sie im Sprint den 63. Platz und verfehlte die Qualifikation für das Verfolgungsrennen nur um gut fünf Sekunden. Bei den Biathlon-Europameisterschaften 2018 in Ridnaun startete sie im Sprint- und im Einzelrennen und belegte die Plätze 68 und 71.

## Platzierungen im Biathlon-Weltcup
Die Tabelle zeigt alle Platzierungen (je nach Austragungsjahr einschließlich Olympische Spiele und Weltmeisterschaften).
- 1.–3. Platz: Anzahl der Podiumsplatzierungen
- Top 10: Anzahl der Platzierungen unter den ersten zehn (einschließlich Podium)
- Punkteränge: Anzahl der Platzierungen innerhalb der Punkteränge (einschließlich Podium und Top 10)
- Starts: Anzahl gelaufener Rennen in der jeweiligen Disziplin
- Staffel: inklusive Mixed- und Single-Mixed-Staffeln

| Platzierung              | Einzel | Sprint | Verfolgung | Massenstart | Staffel | Gesamt |
| ------------------------ | ------ | ------ | ---------- | ----------- | ------- | ------ |
| 1. Platz                 |        |        |            |             |         |        |
| 2. Platz                 |        |        |            |             |         |        |
| 3. Platz                 |        |        |            |             |         |        |
| Top 10                   |        |        |            |             |         |        |
| Punkteränge              |        |        |            |             | 1       | 1      |
| Starts                   |        | 1      |            |             | 1       | 2      |
| Stand: 31. Dezember 2021 |        |        |            |             |         |        |